# Dolno Sédlartsé
Dolno Sédlartsé (en macédonien Долно Седларце) est un village du nord-ouest de la Macédoine du Nord, situé dans la municipalité de Brvenitsa. Le village comptait 693 habitants en 2002.

## Démographie
Lors du recensement de 2002, le village comptait :
- Macédoniens : 690
- Serbes : 3